# Stadion Centralny w Noworosyjsku
Stadion Centralny – wielofunkcyjny stadion w Noworosyjsku, w Rosji. Został otwarty w 1930 roku. Może pomieścić 12 500 widzów. Swoje spotkania rozgrywają na nim piłkarze klubu Czernomoriec Noworosyjsk.

## Historia
Stadion został wybudowany w latach 1929–1930. Pierwotnie obiekt nosił nazwę „Dinamo”. Podczas II wojny światowej, w 1942 roku, stadion został zniszczony w wyniku nalotów bombowych (przed zniszczeniem obiekt posiadał dwie drewniane trybuny, po stronie wschodniej i zachodniej). Odbudowę przeprowadzono dopiero w latach 1954–1955. Wybudowano wówczas nową trybunę po stronie zachodniej. W 1958 roku wybudowano także nową wschodnią trybunę. W latach 60. XX wieku wybudowano trybunę po stronie południowej, a drewniane dotychczas trybuny wschodnią i zachodnią zastąpiono nowymi, betonowymi. W roku 1975 zmodernizowano zachodnią trybunę. Pod koniec 1995 roku rozpoczęto kolejną modernizację stadionu. Po stronie północnej wybudowano nową, wysoką trybunę, która jako pierwsza została wyposażona w plastikowe krzesełka. Planowano także wybudować drugie piętro na trybunie zachodniej i zmodernizować pozostałe trybuny, ale plany te ostudził kryzys finansowy w 1998 roku. Przebudowę jednak postanowiono kontynuować; od nowa wybudowano trybuny po stronie wschodniej i południowej, w przypadku trybuny zachodniej ograniczono się jedynie do remontu. W kolejnych latach przeprowadzano jeszcze drobniejsze remonty, a przebudowa oficjalnie zakończyła się w 2011 roku.
W latach 1995–2001 i 2003 gospodarze, Czernomoriec Noworosyjsk, występowali na najwyższym poziomie rosyjskich rozgrywek piłkarskich. W sezonie 2001/2002 klub zagrał także w Pucharze UEFA. W pierwszej rundzie zespół trafił na hiszpańską Walencję. W pierwszym spotkaniu, rozegranym na własnym boisku, piłkarze Czernomorca przegrali 0:1, w rewanżu na wyjeździe ulegli natomiast 0:5 i tym samym odpadli z rozgrywek.